# La Rochette (Seine-et-Marne)
La Rochette is een gemeente in het Franse departement Seine-et-Marne (regio Île-de-France) en telt 2759 inwoners (1999). De plaats maakt deel uit van het arrondissement Melun.

## Geografie
De oppervlakte van La Rochette bedraagt 5,9 km², de bevolkingsdichtheid is 467,6 inwoners per km².
De onderstaande kaart toont de ligging van La Rochette (Seine-et-Marne) met de belangrijkste infrastructuur en aangrenzende gemeenten.

## Demografie
Onderstaande figuur toont het verloop van het inwonertal (bron: INSEE-tellingen).

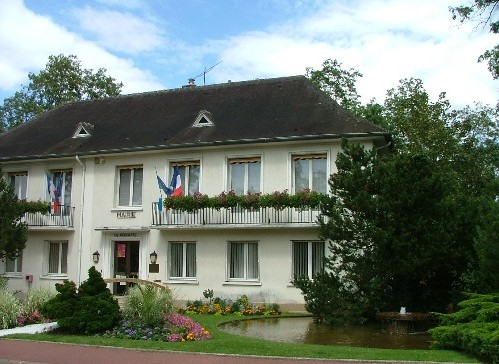